# ایندرو اولومتس
ایندرو اولومتس (استونیایی: Indro Olumets؛ زادهٔ ۱۰ آوریل ۱۹۷۱) بازیکن فوتبال اهل استونی بود.
از باشگاه‌هایی که در آن بازی کرده‌است می‌توان به باشگاه فوتبال تی‌وی‌ام‌کی، باشگاه فوتبال نومه کالیو، باشگاه فوتبال فلورا تالین، باشگاه فوتبال تالین سادام، و باشگاه فوتبال لوادیا تالین اشاره کرد.
وی همچنین در تیم ملی فوتبال استونی بازی کرده‌است.